# Felipa Carlota de Prússia

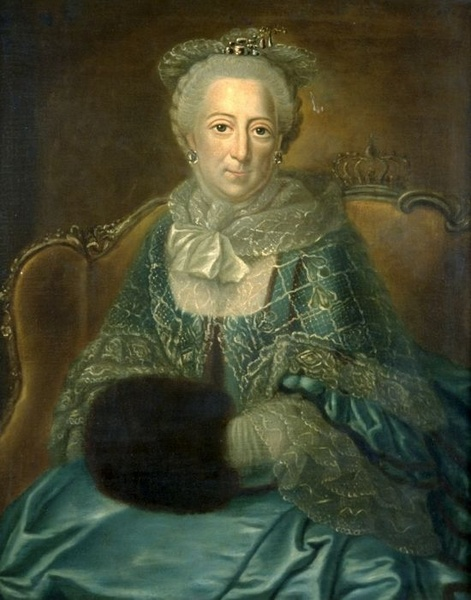
Felipa Carlota de Prússia

Felipa Carlota de Prússia - Philippine Charlotte von Preußen (alemany) - (Berlín, 13 de març de 1716 -Braunschweig, 16 de febrer de 1801) fou una noble prussiana, filla del rei Frederic Guillem I de Prússia (1688 - 1740) i de Sofia Dorotea de Hannover (1686 - 1757). El 2 de juliol de 1733 es va casar a Berlín amb el duc Carles I de Brunsvic-Wolfenbüttel, fill del duc Ferran Albert II de Brunsvic-Lüneburg (1680 - 1735) i d'Antonieta Amàlia de Brunsvic-Lüneburg (1696 - 1762). El matrimoni va tenir tretze fills: 
- Carles Guillem (1735-1806), duc de Brunsvic-Wolfenbüttel
- Jordi Francesc (1736 - 1737)
- Sofia Carolina (1737 - 1817), casada amb Frederic de Brandenburg - Bayreuth (1711 - 1763).
- Cristià Lluís (1738 - 1742)
- Anna Amàlia (1739 - 1807) casada amb el duc Ernest August II de Saxònia-Weimar-Eisenach (1737 - 1758).
- Frederic August (1740 - 1805), casat amb Frederica de Würtemberg-Oels.
- Albert Enric (1742 - 1761)
- Lluïsa Frederica (1743 - 1744)
- Guillem Adolf (1745 - 1770)
- Elisabet (1746 - 1840), casada amb Frederic Guillem II de Prússia (1744 - 1797).
- Frederica Guillemina (1748 - 1758)
- Augusta Dorotea (1749 - 1810)
- Leopold (1752 - 1785)